# Karl Lippmann (Reichsanwalt)
Karl Georg Lippmann, seit 1904 Ritter von Lippmann, (* 15. Januar 1839 in Nordendorf; † 20. September 1915) war ein deutscher Reichsanwalt und Reichsgerichtsrat.

## Leben
Der Sohn des Direktors des Bezirksgerichts in Landshut Franz Alexander Lippmann, besuchte das Landshuter Gymnasium. Er wurde 1863 mit einer preisgekrönten Arbeit in München promoviert. Der Bayer wurde 1861 Rechtspraktikant und 1866 als Akzessist vereidigt. 1869 kam er als Staatsanwaltssubstitut nach Bamberg. 1872 wurde er Stadtgerichtsassessor in München. 1876 folgte die Beförderung zum II. Staatsanwalt und 1880 zum Landgerichtsrat in München. 1887 wurde er zum I. Staatsanwalt am Landgericht München II ernannt. 1888 trat er in den Reichsjustizdienst ein als Reichsanwalt. 1892 kam er zum Reichsgericht. Er war im VI. Zivilsenat tätig. 1906 trat er in den Ruhestand.

## Ehrungen
- 1904 Ritter des Verdienstordens der Bayerischen Krone[3]
- Königlich Bayerischer Geheimer Rat

## Schriften
- Historisch-dogmatische Darstellung der Lehre von der richterlichen Strafänderungsbefugniß nach gemeinen und particularem deutschen, sowie nach französischem Recht: Von der Münchner Juristenfacultät im Jahre 1862 gekrönte Preisschrift, Diss. München, Nördlingen 1863 (Digitalisat der BSB).
- „Ueber den Anspruch des Käufers einer versicherten, nach Perfection des Kaufvertrages durch Zufall untergegangenen Sache auf die Cession des Versicherungsanspruches“, Jahrbücher für die Dogmatik des heutigen römischen und deutschen Privatrechts, Band 7 (1865), S. 21.
- „Ueber die Subhastationsordnung für das Königreich Bayern und das Gesetz, Aenderungen der Bestimmungen über die Zwangsvollstreckung in das unbewegliche Vermögen betreffend, vom 29. Mai 1886“, Zeitschrift für deutschen Zivilprozess, Band 11 (1887), S. 224.
- „Ueber die räumliche Herrschaft landesrechtlicher Vorschriften, die den Güterstand der vor dem 1. Januar 1900 geschlossenen Ehen in das Güterrecht des Bürgerlichen Gesetzbuchs überleiten: mit besonderer Rücksicht auf die Uebergangszeit in Sachsen“, Sächsisches Archiv für bürgerliches Recht und Prozeß, Band 10 (1900), S. 273.
- „Zum Kündigungsrecht des Beamten“, Dr. J. A. Seuffert's Blätter für Rechtsanwendung, Band 71 (1906), S. 556.
- „Zum Kündigungsrecht des Beamten“, Deutsche Juristen-Zeitung, Jahrgang 11 (1906), Sp. 729.
- „Die Reform des Strafrechts: V. Verbrechen und Vergehen im Amte“, Deutsche Juristen-Zeitung, Jahrgang 12 (1907), Sp. 92.
- „Zur Abänderung des § 833 des Bürgerlichen Gesetzbuchs“, Dr. J. A. Seuffert's Blätter für Rechtsanwendung, Band 72 (1907), S. 1015; 1063.
- „Das Gesetz betreffend Aenderung des § 833 des BGB. vom 30. Mai 1908“, Dr. J. A. Seuffert's Blätter für Rechtsanwendung, Band 73 (1908), S. 649.
- „Die richterliche Strafzumessung“, Dr. J. A. Seuffert's Blätter für Rechtsanwendung, Band 73 (1908), S. 721.
- „Trennung der Zivil- und Strafjustiz“, Deutsche Juristen-Zeitung, Jahrgang 14 (1909), Sp. 172.
- „Zur Frage der Unterlassungsklage gegenüber den Bestimmungen der §§ 1054, -1418, 1468, 1542, 1549, -1495, 1557, -1666, 1667, 1686, -1886, 1895, 1897, 1915- des Bürgerlichen Gesetzbuches“,  Dr. J. A. Seuffert's Blätter für Rechtsanwendung, Band 75 (1910), S. 125.
- „Die Stellung des Richters zum Strafgesetze nach dem Vorentwurf zu einem deutschen Strafgesetzbuch“, Dr. J. A. Seuffert's Blätter für Rechtsanwendung, Band 75 (1910), S. 432.
- „Vom Recht an Briefen“, Dr. J. A. Seuffert's Blätter für Rechtsanwendung, band 77 (1912), S. 299; 361.
- „Der Schutz des Privatgeheimnisses“, Deutsche Juristen-Zeitung, Jahrgang (1912), Sp. 881.